# لئو کوکوبو
لئو کوکوبو (ژاپنی: 小久保 玲央 ブライアン؛ زادهٔ ۲۳ ژانویهٔ ۲۰۰۱) بازیکن فوتبال اهل ژاپن است که در پست دروازه‌بان برای باشگاه فوتبال بنفیکا بی در لیگا پرتغال ۲ بازی می‌کند.

## زندگی شخصی
وی که از پدری نیجریه‌ای و مادری ژاپنی متولد شده، بازی برای رده‌های سنی ژاپن را انتخاب کرده و تاکنون در تیم‌های ملی فوتبال زیر ۱۷ سال ژاپن، زیر ۲۰ سال ژاپن، و زیر ۲۳ سال ژاپن بازی کرده‌است.